# إيساو ساساكي
إيساو ساساكي (باليابانية: ささき いさお) مواليد 16 مايو 1942، هو مغني وممثل ياباني بدأ مسيرته الفنية عام 1960.

## أعمال

### التمثيل الصوتي
- الليث الأبيض
- الأحلام الذهبية

### الدبلجة
- الدم الأول
- رامبو: الدم الأول 2
- روكي 4
- رامبو 3
- كوبرا
- تانجو
- روكي 5
- نهاية مشوقة
- الاختصاصي
- القتلة
- دي توكس
- رامبو 4
- المستهلكون
- المرتزقة 2
- خطة هروب
- مباراة الضغينة
- المرتزقة 3
- رحلة سندباد الذهبية
- أنا أحبك حتى الموت
- السائق نايت
- زخرفة أمريكية

### أنمي
- نسور الفضاء
- جريندايزر

## وصلات خارجية
- إيساو ساساكي على موقع IMDb (الإنجليزية)
- إيساو ساساكي على موقع ميوزك برينز (الإنجليزية)
- إيساو ساساكي على موقع ديسكوغز (الإنجليزية)
- إيساو ساساكي على موقع قاعدة بيانات الفيلم (الإنجليزية)
- إيساو ساساكي على موقع ANN person (الإنجليزية)

- الموقع الإلكتروني